# Кубок португальської ліги з футболу
Кубок португальської ліги з футболу (порт. Taça da Liga) — кубкове футбольне змагання, що організовується Професійною футбольною лігою Португалії (LPFP), і в якому беруть участь лише команди з двох вищих дивізіонів Португалії: Прімейра-Ліги та Сегунда-Ліги. На відміну від французького та англійського кубків ліги, переможець Кубка португальської ліги не кваліфікується до жодного турніру УЄФА.
Турнір був вперше проведений в сезоні 2007-08, за пропозицією «Спортинга» і «Боавішти», що була схвалена клубами-членами LPFP на з'їзді в Порту 28 листопада 2006 року. З рекламних причин, він називався Кубок Карлсберґ перші три сезони і Bwin Кубок в сезоні 2010-11. Більшість команд, що беруть участь у цьому змаганні не ризикують випускати гравців основного складу і дають молоді шанс проявити себе.

## Формат турніру
Кубок португальської ліги змінював свій формат з моменту дебютного сезону в бік збільшення кількості матчів для збільшення доходів клубів та ліги. В першому раунді беруть участь лише клуби Сегунда-Ліги, які розділяються на чотири групи і грають матчі в одне коло. Команди, що зайняли перше та друге місце виходять в наступний раунд. В другому раунді у двоматчевих протистояннях грають вісім команд, що пройшли попередній тур, дві команди, що вийшли до Прімейра-Ліги, та шість найгірших команд Прімейри за підсумками минулого сезону. У наступному третьому етапі команди діляться на чотири групи по чотири команди. В цьому раунді грають переможці пар попереднього раунду та вісім найкращих команд Прімейри минулого сезону. В півфінали виходять переможці груп. Півфінали і фінал складаються з одного матчу.

## Фінали
| Сезон   | Переможець  | Рахунок        | Фіналіст          | Дата            | Поле                              |
| ------- | ----------- | -------------- | ----------------- | --------------- | --------------------------------- |
| 2007–08 | Віторія (С) | 0–0 (пен. 3:2) | Спортінг          | 22 березня 2008 | Алгарве, Фару                     |
| 2008–09 | Бенфіка     | 1–1 (пен. 3:2) | Спортінг          | 21 березня 2009 | Алгарве, Фару                     |
| 2009–10 | Бенфіка     | 3–0            | Порту             | 21 березня 2010 | Алгарве, Фару                     |
| 2010–11 | Бенфіка     | 2–1            | Пасуш ді Феррейра | 23 квітня 2011  | Сідаде де Коїмбра, Коїмбра        |
| 2011–12 | Бенфіка     | 2–1            | Жил Вісенте       | 14 квітня 2012  | Сідаде де Коїмбра, Коїмбра        |
| 2012–13 | Брага       | 1–0            | Порту             | 13 квітня 2013  | Сідаде де Коїмбра, Коїмбра        |
| 2013–14 | Бенфіка     | 2–0            | Ріу Аве           | 7 травня 2014   | Магальяйш Песоа, Лейрія           |
| 2014–15 | Бенфіка     | 2–1            | Марітіму          | 29 травня 2015  | Сідаде де Коїмбра, Коїмбра        |
| 2015–16 | Бенфіка     | 6–2            | Марітіму          | 20 травня 2016  | Сідаде де Коїмбра, Коїмбра        |
| 2016–17 | Морейренсе  | 1–0            | Брага             | 29 січня 2017   | Алгарве, Фару                     |
| 2017–18 | Спортінг    | 1–1 (пен. 5:4) | Віторія (Сетубал) | 27 січня 2018   | Ештадіу Мунісіпал де Брага, Брага |
| 2018–19 | Спортінг    | 1–1 (пен. 2:1) | Порту             | 26 січня 2019   | Ештадіу Мунісіпал де Брага, Брага |
| 2019–20 | Брага       | 1–0            | Порту             | 25 січня 2020   | Ештадіу Мунісіпал де Брага, Брага |
| 2020–21 | Спортінг    | 1–0            | Брага             | 23 січня 2021   | Магальяйнш Песоа, Лейрія          |
| 2021-22 | Спортінг    | 2–1            | Бенфіка           | 29 січня 2022   | Магальяйнш Песоа, Лейрія          |
| 2022-23 | Порту       | 2–0            | Спортінг          | 28 січня 2023   | Магальяйнш Песоа, Лейрія          |
| 2023–24 | Брага       | 1–1 (пен. 5:4) | Ештуріл           | 27 січня 2024   | Магальяйнш Песоа, Лейрія          |
| 2024–25 | Бенфіка     | 1–1 (пен. 7:6) | Спортінг          | 11 січня 2025   | Магальяйнш Песоа, Лейрія          |

## Перемоги за клубами
| Клуб              | Переможець                                         | Фіналіст                   |
| ----------------- | -------------------------------------------------- | -------------------------- |
| Бенфіка           | 8 (2009, 2010, 2011, 2012, 2014, 2015, 2016, 2025) | 1 (2022)                   |
| Спортінг          | 4 (2018, 2019, 2021, 2022)                         | 4 (2008, 2009, 2023, 2025) |
| Брага             | 3 (2013, 2020, 2024)                               | 2 (2017, 2021)             |
| Порту             | 1 (2023)                                           | 4 (2010, 2013, 2019, 2020) |
| Віторія (С)       | 1 (2008)                                           | 1 (2018)                   |
| Морейренсе        | 1 (2017)                                           | -                          |
| Марітіму          | -                                                  | 2 (2015, 2016)             |
| Пасуш ді Феррейра | -                                                  | 1 (2011)                   |
| Жил Вісенте       | -                                                  | 1 (2012)                   |
| Ріу Аве           | -                                                  | 1 (2014)                   |
| Ештуріл           | -                                                  | 1 (2024)                   |